# Ruta de Occitania 2021
La 45.ª edición de la competición ciclista Ruta de Occitania (llamado oficialmente: La Route d'Occitanie) fue una carrera de ciclismo en ruta por etapas que se celebró entre el 10 y el 13 de junio de 2021 en Francia con inicio en la ciudad de Cazouls-lès-Béziers y final en la ciudad de Duilhac-sous-Peyrepertuse, sobre una distancia total de 698,2 km.
La carrera hizo parte del UCI Europe Tour 2021, calendario ciclístico de los Circuitos Continentales UCI, dentro de la categoría 2.1. y fue ganada por el español Antonio Pedrero del Movistar. Completaron el podio, como segundo y tercer clasificado respectivamente, los también españoles Jesús Herrada del Cofidis, Solutions Crédits y Óscar Rodríguez del Astana-Premier Tech.

## Equipos participantes
Tomaron parte en la carrera 20 equipos de los cuales 8 fueron de categoría UCI WorldTeam, 8 de categoría UCI ProTeam, 3 de categoría Continental y una selección nacional de Francia, quienes formaron un pelotón de 135 ciclistas de los que acabaron 107. Los equipos participantes fueron:
| WorldTeams (8)- AG2R Citroën Team - Astana-Premier Tech - Cofidis - EF Education-Nippo - Groupama-FDJ - Ineos Grenadiers - Movistar Team - Trek-Segafredo ProTeams (8)- B&B Hotels p/b KTM - Burgos-BH - Caja Rural-Seguros RGA - Delko - Equipo Kern Pharma - Euskaltel-Euskadi - Arkéa-Samsic - Total Direct Énergie Equipos continentales (3)- Saint Michel-Auber 93 - Bike Aid - Xelliss-Roubaix Lille Métropole Equipo nacional- Francia |
| |

## Recorrido
| Etapa     | Fecha     | Recorrido                             | type                   | Distancia (km) | Ganador         | Líder           |
| --------- | --------- | ------------------------------------- | ---------------------- | -------------- | --------------- | --------------- |
| 1.ª etapa | 10 de jun | Cazouls-lès-Béziers – Lacaune         | etapa de media montaña | 156,5          | Andrea Vendrame | Andrea Vendrame |
| 2.ª etapa | 11 de jun | Villefranche-de-Rouergue – Auch       | etapa llana            | 198,7          | Arnaud Démare   | Andrea Vendrame |
| 3.ª etapa | 12 de jun | Pierrefitte-Nestalas                  | etapa de montaña       | 191,8          | Antonio Pedrero | Antonio Pedrero |
| 4.ª etapa | 13 de jun | Lavelanet – Duilhac-sous-Peyrepertuse | etapa de media montaña | 151,2          | Magnus Cort     | Antonio Pedrero |

## Desarrollo de la carrera

### 1.ª etapa
| Cazouls-lès-Béziers - Lacaune | etapa de media montaña | (156,5 km) |

| \| Clasificación de la etapa \| Clasificación de la etapa \| Clasificación de la etapa \| Clasificación de la etapa \| Clasificación de la etapa \| \| Ciclista \| Ciclista \| Equipo \| Tiempo \| \| \| ------------------------- \| ------------------------- \| ------------------------- \| ------------------------- \| ------------------------- \| \| 1.º \| Andrea Vendrame \| AG2R Citroën Team \| 3 h 59 min 41 s \| \| \| 2.º \| Magnus Cort \| EF Education-Nippo \| + 4 s \| \| \| 3.º \| Jacopo Mosca \| Trek-Segafredo \| + 4 s \| \| \| 4.º \| Luis León Sánchez \| Astana-Premier Tech \| + 4 s \| \| \| 5.º \| Jesús Herrada \| Cofidis \| + 4 s \| \| \| 6.º \| Benjamin Swift \| Ineos Grenadiers \| + 4 s \| \| \| 7.º \| Tony Gallopin \| AG2R Citroën Team \| + 4 s \| \| \| 8.º \| Romain Hardy \| Arkéa-Samsic \| + 4 s \| \| \| 9.º \| Diego López \| Equipo Kern Pharma \| + 4 s \| \| \| 10.º \| Jhojan García \| Caja Rural-Seguros RGA \| + 4 s \| \| |                   |                        |                 |
| |                   |                        |                 |
| Fuente: ProCyclingStats |                   |                        |                 |
| Clasificación de la etapa |                   |                        |                 |
| Ciclista | Ciclista          | Equipo                 | Tiempo          |
| 1.º | Andrea Vendrame   | AG2R Citroën Team      | 3 h 59 min 41 s |
| 2.º | Magnus Cort       | EF Education-Nippo     | + 4 s           |
| 3.º | Jacopo Mosca      | Trek-Segafredo         | + 4 s           |
| 4.º | Luis León Sánchez | Astana-Premier Tech    | + 4 s           |
| 5.º | Jesús Herrada     | Cofidis                | + 4 s           |
| 6.º | Benjamin Swift    | Ineos Grenadiers       | + 4 s           |
| 7.º | Tony Gallopin     | AG2R Citroën Team      | + 4 s           |
| 8.º | Romain Hardy      | Arkéa-Samsic           | + 4 s           |
| 9.º | Diego López       | Equipo Kern Pharma     | + 4 s           |
| 10.º | Jhojan García     | Caja Rural-Seguros RGA | + 4 s           |

| \| Clasificación general \| Clasificación general \| Clasificación general \| Clasificación general \| Clasificación general \| \| Ciclista \| Ciclista \| Equipo \| Tiempo \| \| \| --------------------- \| ------------------------ \| --------------------- \| --------------------- \| --------------------- \| \| 1.º \| Andrea Vendrame \| AG2R Citroën Team \| 3 h 59 min 31 s \| \| \| 2.º \| Magnus Cort \| EF Education-Nippo \| + 8 s \| \| \| 3.º \| Jacopo Mosca \| Trek-Segafredo \| + 10 s \| \| \| 4.º \| Jon Agirre \| Equipo Kern Pharma \| + 12 s \| \| \| 5.º \| José Manuel Díaz Gallego \| Delko \| + 13 s \| \| \| 6.º \| Luis León Sánchez \| Astana-Premier Tech \| + 14 s \| \| \| 7.º \| Jesús Herrada \| Cofidis \| + 14 s \| \| \| 8.º \| Benjamin Swift \| Ineos Grenadiers \| + 14 s \| \| \| 9.º \| Tony Gallopin \| AG2R Citroën Team \| + 14 s \| \| \| 10.º \| Romain Hardy \| Arkéa-Samsic \| + 14 s \| \| |                          |                     |                 |
| |                          |                     |                 |
| Fuente: ProCyclingStats |                          |                     |                 |
| Clasificación general |                          |                     |                 |
| Ciclista | Ciclista                 | Equipo              | Tiempo          |
| 1.º | Andrea Vendrame          | AG2R Citroën Team   | 3 h 59 min 31 s |
| 2.º | Magnus Cort              | EF Education-Nippo  | + 8 s           |
| 3.º | Jacopo Mosca             | Trek-Segafredo      | + 10 s          |
| 4.º | Jon Agirre               | Equipo Kern Pharma  | + 12 s          |
| 5.º | José Manuel Díaz Gallego | Delko               | + 13 s          |
| 6.º | Luis León Sánchez        | Astana-Premier Tech | + 14 s          |
| 7.º | Jesús Herrada            | Cofidis             | + 14 s          |
| 8.º | Benjamin Swift           | Ineos Grenadiers    | + 14 s          |
| 9.º | Tony Gallopin            | AG2R Citroën Team   | + 14 s          |
| 10.º | Romain Hardy             | Arkéa-Samsic        | + 14 s          |

### 2.ª etapa
| Villefranche-de-Rouergue - Auch | etapa llana | (198,7 km) |

| \| Clasificación de la etapa \| Clasificación de la etapa \| Clasificación de la etapa \| Clasificación de la etapa \| Clasificación de la etapa \| \| Ciclista \| Ciclista \| Equipo \| Tiempo \| \| \| ------------------------- \| ------------------------- \| ------------------------------- \| ------------------------- \| ------------------------- \| \| 1.º \| Arnaud Démare \| Groupama-FDJ \| 5 h 01 min 31 s \| \| \| 2.º \| Orluis Aular \| Caja Rural-Seguros RGA \| + 0 s \| \| \| 3.º \| Jacopo Mosca \| Trek-Segafredo \| + 0 s \| \| \| 4.º \| Lorrenzo Manzin \| Total Direct Énergie \| + 0 s \| \| \| 5.º \| David González López \| Caja Rural-Seguros RGA \| + 0 s \| \| \| 6.º \| Romain Hardy \| Arkéa-Samsic \| + 0 s \| \| \| 7.º \| Thomas Boudat \| Arkéa-Samsic \| + 0 s \| \| \| 8.º \| Andrea Vendrame \| AG2R Citroën Team \| + 0 s \| \| \| 9.º \| Emiel Vermeulen \| Xelliss-Roubaix Lille Métropole \| + 0 s \| \| \| 10.º \| Lluís Mas \| Movistar Team \| + 0 s \| \| |                      |                                 |                 |
| |                      |                                 |                 |
| Fuente: ProCyclingStats |                      |                                 |                 |
| Clasificación de la etapa |                      |                                 |                 |
| Ciclista | Ciclista             | Equipo                          | Tiempo          |
| 1.º | Arnaud Démare        | Groupama-FDJ                    | 5 h 01 min 31 s |
| 2.º | Orluis Aular         | Caja Rural-Seguros RGA          | + 0 s           |
| 3.º | Jacopo Mosca         | Trek-Segafredo                  | + 0 s           |
| 4.º | Lorrenzo Manzin      | Total Direct Énergie            | + 0 s           |
| 5.º | David González López | Caja Rural-Seguros RGA          | + 0 s           |
| 6.º | Romain Hardy         | Arkéa-Samsic                    | + 0 s           |
| 7.º | Thomas Boudat        | Arkéa-Samsic                    | + 0 s           |
| 8.º | Andrea Vendrame      | AG2R Citroën Team               | + 0 s           |
| 9.º | Emiel Vermeulen      | Xelliss-Roubaix Lille Métropole | + 0 s           |
| 10.º | Lluís Mas            | Movistar Team                   | + 0 s           |

| \| Clasificación general \| Clasificación general \| Clasificación general \| Clasificación general \| Clasificación general \| \| Ciclista \| Ciclista \| Equipo \| Tiempo \| \| \| --------------------- \| ------------------------ \| --------------------- \| --------------------- \| --------------------- \| \| 1.º \| Andrea Vendrame \| AG2R Citroën Team \| 9 h 01 min 02 s \| \| \| 2.º \| Jacopo Mosca \| Trek-Segafredo \| + 6 s \| \| \| 3.º \| Magnus Cort \| EF Education-Nippo \| + 8 s \| \| \| 4.º \| Jon Agirre \| Equipo Kern Pharma \| + 12 s \| \| \| 5.º \| José Manuel Díaz Gallego \| Delko \| + 13 s \| \| \| 6.º \| Romain Hardy \| Arkéa-Samsic \| + 14 s \| \| \| 7.º \| Benjamin Swift \| Ineos Grenadiers \| + 14 s \| \| \| 8.º \| Jesús Herrada \| Cofidis \| + 14 s \| \| \| 9.º \| Luis León Sánchez \| Astana-Premier Tech \| + 14 s \| \| \| 10.º \| Roger Adrià \| Equipo Kern Pharma \| + 14 s \| \| |                          |                     |                 |
| |                          |                     |                 |
| Fuente: ProCyclingStats |                          |                     |                 |
| Clasificación general |                          |                     |                 |
| Ciclista | Ciclista                 | Equipo              | Tiempo          |
| 1.º | Andrea Vendrame          | AG2R Citroën Team   | 9 h 01 min 02 s |
| 2.º | Jacopo Mosca             | Trek-Segafredo      | + 6 s           |
| 3.º | Magnus Cort              | EF Education-Nippo  | + 8 s           |
| 4.º | Jon Agirre               | Equipo Kern Pharma  | + 12 s          |
| 5.º | José Manuel Díaz Gallego | Delko               | + 13 s          |
| 6.º | Romain Hardy             | Arkéa-Samsic        | + 14 s          |
| 7.º | Benjamin Swift           | Ineos Grenadiers    | + 14 s          |
| 8.º | Jesús Herrada            | Cofidis             | + 14 s          |
| 9.º | Luis León Sánchez        | Astana-Premier Tech | + 14 s          |
| 10.º | Roger Adrià              | Equipo Kern Pharma  | + 14 s          |

### 3.ª etapa
| Pierrefitte-Nestalas - | etapa de montaña | (191,8 km) |

| \| Clasificación de la etapa \| Clasificación de la etapa \| Clasificación de la etapa \| Clasificación de la etapa \| Clasificación de la etapa \| \| Ciclista \| Ciclista \| Equipo \| Tiempo \| \| \| ------------------------- \| ---------------------------- \| ------------------------- \| ------------------------- \| ------------------------- \| \| 1.º \| Antonio Pedrero \| Movistar Team \| 5 h 22 min 05 s \| \| \| 2.º \| Jesús Herrada \| Cofidis \| + 40 s \| \| \| 3.º \| Óscar Rodríguez Garaicoechea \| Astana-Premier Tech \| + 43 s \| \| \| 4.º \| Cristián Rodríguez \| Total Direct Énergie \| + 46 s \| \| \| 5.º \| Simon Carr \| EF Education-Nippo \| + 46 s \| \| \| 6.º \| Giulio Ciccone \| Trek-Segafredo \| + 46 s \| \| \| 7.º \| Merhawi Kudus \| Astana-Premier Tech \| + 1 min 18 s \| \| \| 8.º \| Élie Gesbert \| Arkéa-Samsic \| + 1 min 21 s \| \| \| 9.º \| Mikel Bizkarra \| Euskaltel-Euskadi \| + 1 min 23 s \| \| \| 10.º \| Julen Amezqueta \| Caja Rural-Seguros RGA \| + 1 min 26 s \| \| |                              |                        |                 |
| |                              |                        |                 |
| Fuente: ProCyclingStats |                              |                        |                 |
| Clasificación de la etapa |                              |                        |                 |
| Ciclista | Ciclista                     | Equipo                 | Tiempo          |
| 1.º | Antonio Pedrero              | Movistar Team          | 5 h 22 min 05 s |
| 2.º | Jesús Herrada                | Cofidis                | + 40 s          |
| 3.º | Óscar Rodríguez Garaicoechea | Astana-Premier Tech    | + 43 s          |
| 4.º | Cristián Rodríguez           | Total Direct Énergie   | + 46 s          |
| 5.º | Simon Carr                   | EF Education-Nippo     | + 46 s          |
| 6.º | Giulio Ciccone               | Trek-Segafredo         | + 46 s          |
| 7.º | Merhawi Kudus                | Astana-Premier Tech    | + 1 min 18 s    |
| 8.º | Élie Gesbert                 | Arkéa-Samsic           | + 1 min 21 s    |
| 9.º | Mikel Bizkarra               | Euskaltel-Euskadi      | + 1 min 23 s    |
| 10.º | Julen Amezqueta              | Caja Rural-Seguros RGA | + 1 min 26 s    |

| \| Clasificación general \| Clasificación general \| Clasificación general \| Clasificación general \| Clasificación general \| \| Ciclista \| Ciclista \| Equipo \| Tiempo \| \| \| --------------------- \| ---------------------------- \| ---------------------- \| --------------------- \| --------------------- \| \| 1.º \| Antonio Pedrero \| Movistar Team \| 14 h 23 min 11 s \| \| \| 2.º \| Jesús Herrada \| Cofidis \| + 44 s \| \| \| 3.º \| Óscar Rodríguez Garaicoechea \| Astana-Premier Tech \| + 49 s \| \| \| 4.º \| Giulio Ciccone \| Trek-Segafredo \| + 56 s \| \| \| 5.º \| Cristián Rodríguez \| Total Direct Énergie \| + 56 s \| \| \| 6.º \| Simon Carr \| EF Education-Nippo \| + 1 min 19 s \| \| \| 7.º \| Merhawi Kudus \| Astana-Premier Tech \| + 1 min 28 s \| \| \| 8.º \| Élie Gesbert \| Arkéa-Samsic \| + 1 min 31 s \| \| \| 9.º \| Mikel Bizkarra \| Euskaltel-Euskadi \| + 1 min 33 s \| \| \| 10.º \| Julen Amezqueta \| Caja Rural-Seguros RGA \| + 1 min 36 s \| \| |                              |                        |                  |
| |                              |                        |                  |
| Fuente: ProCyclingStats |                              |                        |                  |
| Clasificación general |                              |                        |                  |
| Ciclista | Ciclista                     | Equipo                 | Tiempo           |
| 1.º | Antonio Pedrero              | Movistar Team          | 14 h 23 min 11 s |
| 2.º | Jesús Herrada                | Cofidis                | + 44 s           |
| 3.º | Óscar Rodríguez Garaicoechea | Astana-Premier Tech    | + 49 s           |
| 4.º | Giulio Ciccone               | Trek-Segafredo         | + 56 s           |
| 5.º | Cristián Rodríguez           | Total Direct Énergie   | + 56 s           |
| 6.º | Simon Carr                   | EF Education-Nippo     | + 1 min 19 s     |
| 7.º | Merhawi Kudus                | Astana-Premier Tech    | + 1 min 28 s     |
| 8.º | Élie Gesbert                 | Arkéa-Samsic           | + 1 min 31 s     |
| 9.º | Mikel Bizkarra               | Euskaltel-Euskadi      | + 1 min 33 s     |
| 10.º | Julen Amezqueta              | Caja Rural-Seguros RGA | + 1 min 36 s     |

### 4.ª etapa
| Lavelanet - Duilhac-sous-Peyrepertuse | etapa de media montaña | (151,2 km) |

| \| Clasificación de la etapa \| Clasificación de la etapa \| Clasificación de la etapa \| Clasificación de la etapa \| Clasificación de la etapa \| \| Ciclista \| Ciclista \| Equipo \| Tiempo \| \| \| ------------------------- \| ---------------------------- \| ------------------------- \| ------------------------- \| ------------------------- \| \| 1.º \| Magnus Cort \| EF Education-Nippo \| 3 h 42 min 54 s \| \| \| 2.º \| Gianluca Brambilla \| Trek-Segafredo \| + 18 s \| \| \| 3.º \| Tony Gallopin \| AG2R Citroën Team \| + 34 s \| \| \| 4.º \| Jesús Herrada \| Cofidis \| + 44 s \| \| \| 5.º \| Óscar Rodríguez Garaicoechea \| Astana-Premier Tech \| + 54 s \| \| \| 6.º \| Clément Champoussin \| AG2R Citroën Team \| + 58 s \| \| \| 7.º \| Cristián Rodríguez \| Total Direct Énergie \| + 58 s \| \| \| 8.º \| Julen Amezqueta \| Caja Rural-Seguros RGA \| + 1 min 04 s \| \| \| 9.º \| Élie Gesbert \| Arkéa-Samsic \| + 1 min 08 s \| \| \| 10.º \| Antonio Pedrero \| Movistar Team \| + 1 min 11 s \| \| |                              |                        |                 |
| |                              |                        |                 |
| Fuente: ProCyclingStats |                              |                        |                 |
| Clasificación de la etapa |                              |                        |                 |
| Ciclista | Ciclista                     | Equipo                 | Tiempo          |
| 1.º | Magnus Cort                  | EF Education-Nippo     | 3 h 42 min 54 s |
| 2.º | Gianluca Brambilla           | Trek-Segafredo         | + 18 s          |
| 3.º | Tony Gallopin                | AG2R Citroën Team      | + 34 s          |
| 4.º | Jesús Herrada                | Cofidis                | + 44 s          |
| 5.º | Óscar Rodríguez Garaicoechea | Astana-Premier Tech    | + 54 s          |
| 6.º | Clément Champoussin          | AG2R Citroën Team      | + 58 s          |
| 7.º | Cristián Rodríguez           | Total Direct Énergie   | + 58 s          |
| 8.º | Julen Amezqueta              | Caja Rural-Seguros RGA | + 1 min 04 s    |
| 9.º | Élie Gesbert                 | Arkéa-Samsic           | + 1 min 08 s    |
| 10.º | Antonio Pedrero              | Movistar Team          | + 1 min 11 s    |

## Clasificaciones finales
- Las clasificaciones finalizaron de la siguiente forma:[2]

### Clasificación general
| \| Clasificación general \| Clasificación general \| Clasificación general \| Clasificación general \| Clasificación general \| \| Ciclista \| Ciclista \| Equipo \| Tiempo \| \| \| --------------------- \| ---------------------------- \| ---------------------- \| --------------------- \| --------------------- \| \| 1.º \| Antonio Pedrero \| Movistar Team \| 18 h 07 min 16 s \| \| \| 2.º \| Jesús Herrada \| Cofidis \| + 25 s \| \| \| 3.º \| Óscar Rodríguez Garaicoechea \| Astana-Premier Tech \| + 34 s \| \| \| 4.º \| Cristián Rodríguez \| Total Direct Énergie \| + 43 s \| \| \| 5.º \| Giulio Ciccone \| Trek-Segafredo \| + 58 s \| \| \| 6.º \| Élie Gesbert \| Arkéa-Samsic \| + 1 min 28 s \| \| \| 7.º \| Julen Amezqueta \| Caja Rural-Seguros RGA \| + 1 min 29 s \| \| \| 8.º \| Merhawi Kudus \| Astana-Premier Tech \| + 1 min 30 s \| \| \| 9.º \| Simon Carr \| EF Education-Nippo \| + 1 min 31 s \| \| \| 10.º \| Mikel Bizkarra \| Euskaltel-Euskadi \| + 1 min 44 s \| \| |                              |                        |                  |
| |                              |                        |                  |
| Fuente: ProCyclingStats |                              |                        |                  |
| Clasificación general |                              |                        |                  |
| Ciclista | Ciclista                     | Equipo                 | Tiempo           |
| 1.º | Antonio Pedrero              | Movistar Team          | 18 h 07 min 16 s |
| 2.º | Jesús Herrada                | Cofidis                | + 25 s           |
| 3.º | Óscar Rodríguez Garaicoechea | Astana-Premier Tech    | + 34 s           |
| 4.º | Cristián Rodríguez           | Total Direct Énergie   | + 43 s           |
| 5.º | Giulio Ciccone               | Trek-Segafredo         | + 58 s           |
| 6.º | Élie Gesbert                 | Arkéa-Samsic           | + 1 min 28 s     |
| 7.º | Julen Amezqueta              | Caja Rural-Seguros RGA | + 1 min 29 s     |
| 8.º | Merhawi Kudus                | Astana-Premier Tech    | + 1 min 30 s     |
| 9.º | Simon Carr                   | EF Education-Nippo     | + 1 min 31 s     |
| 10.º | Mikel Bizkarra               | Euskaltel-Euskadi      | + 1 min 44 s     |

### Clasificación de la montaña
| Clasificación de la montaña | Clasificación de la montaña | Clasificación de la montaña | Clasificación de la montaña | Clasificación de la montaña |
| Ciclista                    | Ciclista                    | Equipo                      | Puntos                      |                             |
| --------------------------- | --------------------------- | --------------------------- | --------------------------- | --------------------------- |
| 1.º                         | Álvaro Cuadros              | Caja Rural-Seguros RGA      | 40 pts                      |                             |
| 2.º                         | Tony Gallopin               | AG2R Citroën Team           | 16 pts                      |                             |
| 3.º                         | Dani Navarro                | Burgos-BH                   | 16 pts                      |                             |
| 4.º                         | Gianluca Brambilla          | Trek-Segafredo              | 14 pts                      |                             |
| 5.º                         | Mikel Iturria               | Euskaltel-Euskadi           | 14 pts                      |                             |
| 6.º                         | Juri Hollmann               | Movistar Team               | 14 pts                      |                             |
| 7.º                         | Magnus Cort                 | EF Education-Nippo          | 13 pts                      |                             |
| 8.º                         | Jesús Herrada               | Cofidis                     | 12 pts                      |                             |
| 9.º                         | Antonio Pedrero             | Movistar Team               | 10 pts                      |                             |
| 10.º                        | Ángel Madrazo               | Burgos-BH                   | 9 pts                       |                             |

### Clasificación de los puntos
| Clasificación por puntos | Clasificación por puntos     | Clasificación por puntos | Clasificación por puntos | Clasificación por puntos |
| Ciclista                 | Ciclista                     | Equipo                   | Puntos                   |                          |
| ------------------------ | ---------------------------- | ------------------------ | ------------------------ | ------------------------ |
| 1.º                      | Andrea Vendrame              | AG2R Citroën Team        | 34 pts                   |                          |
| 2.º                      | Magnus Cort                  | EF Education-Nippo       | 32 pts                   |                          |
| 3.º                      | Jesús Herrada                | Cofidis                  | 32 pts                   |                          |
| 4.º                      | Jacopo Mosca                 | Trek-Segafredo           | 30 pts                   |                          |
| 5.º                      | Arnaud Démare                | Groupama-FDJ             | 20 pts                   |                          |
| 6.º                      | Tony Gallopin                | AG2R Citroën Team        | 20 pts                   |                          |
| 7.º                      | Romain Hardy                 | Arkéa-Samsic             | 18 pts                   |                          |
| 8.º                      | Óscar Rodríguez Garaicoechea | Astana-Premier Tech      | 17 pts                   |                          |
| 9.º                      | Antonio Pedrero              | Movistar Team            | 16 pts                   |                          |
| 10.º                     | Gianluca Brambilla           | Trek-Segafredo           | 13 pts                   |                          |

### Clasificación de los jóvenes
| Clasificación del mejor joven | Clasificación del mejor joven | Clasificación del mejor joven | Clasificación del mejor joven | Clasificación del mejor joven |
| Ciclista                      | Ciclista                      | Equipo                        | Tiempo                        |                               |
| ----------------------------- | ----------------------------- | ----------------------------- | ----------------------------- | ----------------------------- |
| 1.º                           | Simon Carr                    | EF Education-Nippo            | 18 h 08 min 47 s              |                               |
| 2.º                           | José Félix Parra              | Equipo Kern Pharma            | + 45 s                        |                               |
| 3.º                           | Joan Bou                      | Euskaltel-Euskadi             | + 54 s                        |                               |
| 4.º                           | Clément Berthet               | Delko                         | + 1 min 06 s                  |                               |
| 5.º                           | Roger Adrià                   | Equipo Kern Pharma            | + 1 min 46 s                  |                               |
| 6.º                           | Jon Agirre                    | Equipo Kern Pharma            | + 2 min 29 s                  |                               |
| 7.º                           | Hugo Toumire                  | VC Rouen 76                   | + 2 min 33 s                  |                               |
| 8.º                           | Clément Champoussin           | AG2R Citroën Team             | + 3 min 03 s                  |                               |
| 9.º                           | Jhojan García                 | Caja Rural-Seguros RGA        | + 3 min 17 s                  |                               |
| 10.º                          | Yuriy Natarov                 | Astana-Premier Tech           | + 5 min 17 s                  |                               |

### Clasificación por equipos
| Clasificación por equipos | Clasificación por equipos | Clasificación por equipos | Clasificación por equipos |
| Equipo                    | Equipo                    | Tiempo                    |                           |
| ------------------------- | ------------------------- | ------------------------- | ------------------------- |
| 1.º                       | Astana-Premier Tech       | 54 h 30 min 44 s          |                           |
| 2.º                       | Equipo Kern Pharma        | + 39 s                    |                           |
| 3.º                       | Trek-Segafredo            | + 1 min 54 s              |                           |
| 4.º                       | Euskaltel-Euskadi         | + 7 min 09 s              |                           |
| 5.º                       | Arkéa-Samsic              | + 12 min 01 s             |                           |
| 6.º                       | Movistar Team             | + 12 min 57 s             |                           |
| 7.º                       | Caja Rural-Seguros RGA    | + 13 min 17 s             |                           |
| 8.º                       | AG2R Citroën Team         | + 15 min 10 s             |                           |
| 9.º                       | Delko                     | + 21 min 37 s             |                           |
| 10.º                      | EF Education-Nippo        | + 31 min 54 s             |                           |

## Evolución de las clasificaciones
| Etapa                   | Vencedor                | Clasificación general | Clasificación de los puntos | Clasificación de la montaña | Clasificación de los jóvenes | Clasificación por equipos |
| ----------------------- | ----------------------- | --------------------- | --------------------------- | --------------------------- | ---------------------------- | ------------------------- |
| 1.ª                     | Andrea Vendrame         | Andrea Vendrame       | Andrea Vendrame             | Álvaro Cuadros              | Jon Agirre                   | AG2R Citroën              |
| 2.ª                     | Arnaud Démare           | Andrea Vendrame       | Jacopo Mosca                | Álvaro Cuadros              | Jon Agirre                   | AG2R Citroën              |
| 3.ª                     | Antonio Pedrero         | Antonio Pedrero       | Jacopo Mosca                | Álvaro Cuadros              | Simon Carr                   | Astana-Premier Tech       |
| 4.ª                     | Magnus Cort             | Antonio Pedrero       | Andrea Vendrame             | Álvaro Cuadros              | Simon Carr                   | Astana-Premier Tech       |
| Clasificaciones finales | Clasificaciones finales | Antonio Pedrero       | Andrea Vendrame             | Álvaro Cuadros              | Simon Carr                   | Astana-Premier Tech       |

## Ciclistas participantes y posiciones finales
Convenciones:
- AB-N: Abandono en la etapa "N"
- FLT-N: Retiro por llegada fuera del límite de tiempo en la etapa "N"
- NTS-N: No tomó la salida para la etapa "N"
- DES-N: Descalificado o expulsado en la etapa "N"

## UCI World Ranking
La Ruta de Occitania otorgó puntos para el UCI World Ranking para corredores de los equipos en las categorías UCI WorldTeam, UCI ProTeam y Continental. Las siguientes tablas muestran el baremo de puntuación y los 10 corredores que obtuvieron más puntos:
| Posición              | 1.º | 2.º | 3.º | 4.º | 5.º | 6.º | 7.º | 8.º | 9.º | 10.º | 11.º | 12.º | 13.º-15.º | 16.º-25.º |
| Clasificación general | 125 | 85  | 70  | 60  | 50  | 40  | 35  | 30  | 25  | 20   | 15   | 10   | 5         | 3         |
| Por etapa             | 14  | 5   | 3   |     |     |     |     |     |     |      |      |      |           |           |
| Líder                 | 3   |     |     |     |     |     |     |     |     |      |      |      |           |           |

| Clasificación |                    |                            |         |       |       |       |
| Posición      | Ciclista           | Equipo                     | General | Etapa | Líder | Total |
| ------------- | ------------------ | -------------------------- | ------- | ----- | ----- | ----- |
| 1.º           | Antonio Pedrero    | Movistar                   | 125     | 14    | 3     | 142   |
| 2.º           | Jesús Herrada      | Cofidis, Solutions Crédits | 85      | 5     | -     | 90    |
| 3.º           | Óscar Rodríguez    | Astana-Premier Tech        | 70      | 3     | -     | 73    |
| 4.º           | Cristián Rodríguez | Total Direct Énergie       | 60      | -     | -     | 60    |
| 5.º           | Giulio Ciccone     | Trek-Segafredo             | 50      | -     | -     | 50    |
| 6.º           | Élie Gesbert       | Arkéa Samsic               | 40      | -     | -     | 40    |
| 7.º           | Julen Amezqueta    | Caja Rural-Seguros RGA     | 35      | -     | -     | 35    |
| 8.º           | Merhawi Kudus      | Astana-Premier Tech        | 30      | -     | -     | 30    |
| 9.º           | Simon Carr         | EF Education-NIPPO         | 25      | -     | -     | 25    |
| 10.º          | Mikel Bizkarra     | Euskaltel-Euskadi          | 20      | -     | -     | 20    |